# Palača Jakša u Hvaru
Palača Jakša, palača u Hvaru, zaštićeno kulturno dobro.

## Opis dobra
Palača Jakša je u ul. Petra Hektorovića na brojevima 11 i 13. Gotička dvokatnica izgrađena u 15. stoljeću na južnom gradskom zidu. Urbanistički je izrazito slična tzv. palači Hektorović: glavno, južno, pročelje diže se na gradski zid, a ispod kuće prolazi gradska ulica. Sva četiri pročelja kuće su otvorena i raščlanjena gotičkim monoforama i biforama, a posebno je ukrašeno južno pročelje. Pročelja su ožbukana, što je također rijetkost za gotičku stambenu arhitekturu Hvara.

## Zaštita
Pod oznakom Z-6848 zavedena je kao nepokretno kulturno dobro - pojedinačno, pravna statusa zaštićena kulturnog dobra, klasificirano kao "profana graditeljska baština".